# 国民同盟会
国民同盟会（こくみんどうめいかい）は、明治時代の1900年9月に成立、1902年4月に解散した政治団体。昭和初期の政党「国民同志会」（大正末期の実業同志会を前身とする）と混同されることもある。貴族院議長近衛篤麿の東亜同文会を中心として貴族院議員や憲政本党・帝国党などの衆議院議員、頭山満・犬養毅・平岡浩太郎・鳥尾小弥太に代表される右翼や対外硬派の人々が結集した。義和団の乱以後のロシアの満洲進出に警戒感を抱き、日本政府に対して強硬策を採るように迫った。

## 概要
国民同盟会は、東亜同文会の会長であった近衛篤麿が興した政治団体で、活発な対外硬運動を展開した。

### 結成までの経緯

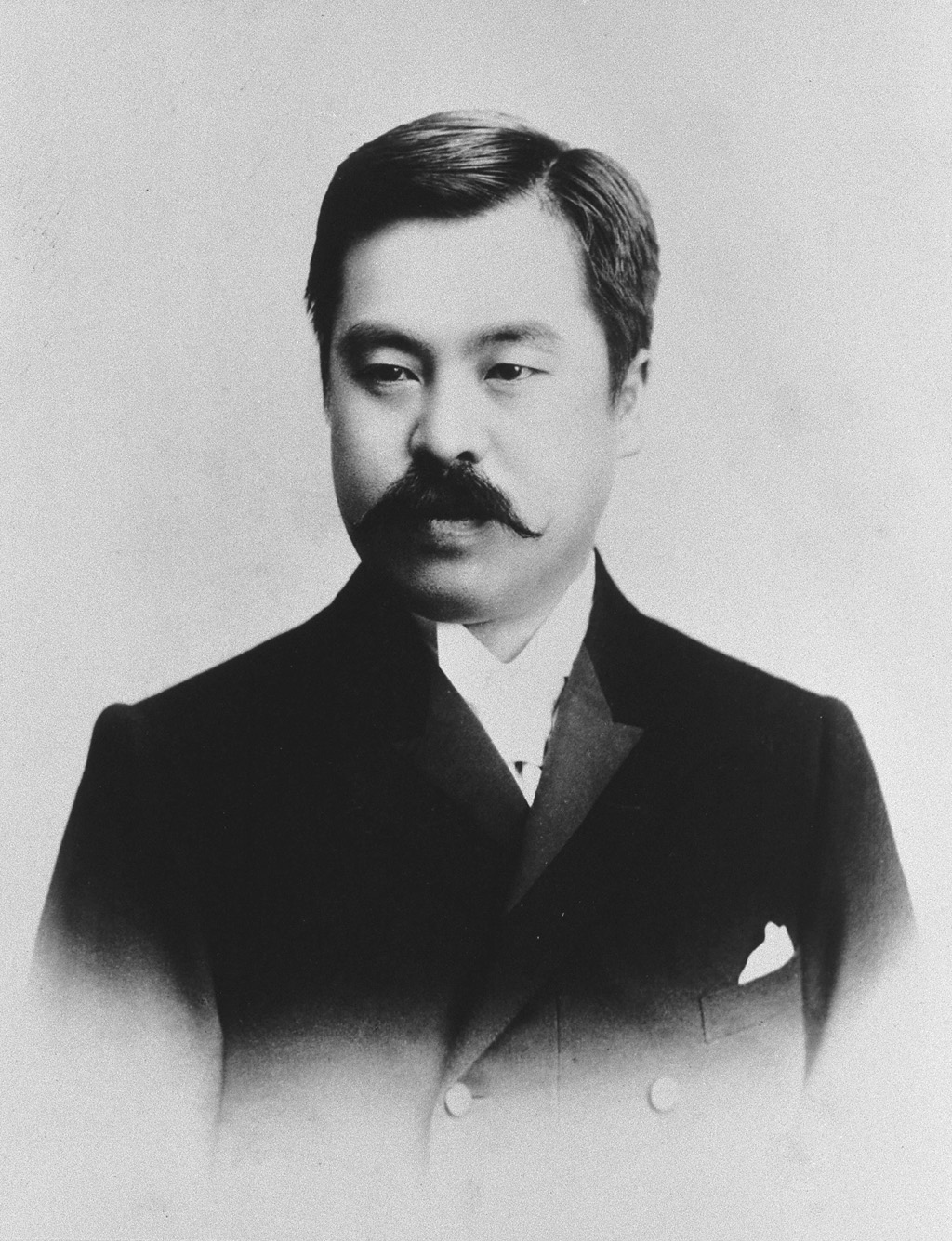
近衛篤麿

清国北部で義和団の乱が起こると、ロシア帝国は1900年7月、駐露公使を通じて大韓帝国政府に対し、朝鮮半島北部に逃亡した義和団の団員を追討するためと称してロシア軍の韓国領への越境を許可するよう求めた。こうしたなか、高宗の臣下で大韓帝国宮内府の侍従玄暎運が来日し、外務省の杉村濬通商局長と対談して、あくまでも個人的希望と断りながらも、乙未事変後の日本への亡命者を国外追放することを条件に日韓国防同盟の締結を検討するよう求めた。日本帝国が軍を韓国に差し向けて、韓国での内乱や外国軍の韓国侵入に際して戦闘し、韓国の安全保障にあたるという策であった。近衛篤麿ら東亜同文会員は来日した玄暎運に面会し、日韓国防同盟の締結推進に強い賛意を示した。近衛らはまた、ロシア公使アレクサンドル・イズヴォリスキーからなされた日露による韓国分割提案に対しても、伊藤博文にこれを拒絶するよう圧力をかけた。
ところが、1900年8月に開かれた東亜同文会幹事会では、渡辺洪基ら伊藤博文に近い幹事が、東亜同文会が政府や外交筋に圧力をかけるような政治活動は厳に慎むべきではないかとの意見を表明した。そこで近衛は満韓問題や日露関係について政治活動を展開するための新たな組織づくりの必要に迫られたのであった。

### 同盟会の結成
1900年（明治33年）9月24日、近衛は犬養毅・頭山満・陸羯南・中江兆民らの同志を糾合し、東京下谷区の上野精養軒において国民同盟会発起大会を開いた。国民同盟会は、満洲全域を占領したロシアが今後どのような行動に出るかによっては清国情勢が将来的に深刻な世界的危機を招来するとの見方に立って、「支那保全」と「甲午宣戦の大旨に沿ふて朝鮮の傾頽（けいたい）と扶掖（ふえき）」を目的に掲げた。ただし、国民同盟会は政府によって政社と認定されるのを回避するため、綱領や規約、役員をあえて設けず、さまざまな社会集団や政治集団の緩やかな連合体として始動した。なお、この時点での「支那保全」とは、義和団の乱（北清事変）に乗じた列強によるさらなる中国分割促進を阻むため、日本軍は速やかに撤兵すべきであるとの立場に立つものであった。近衛は、このころ長岡護美に書簡を託し、満洲を列国に開放することで領土の保全を図るよう、清国の劉坤一や張之洞に働きかけている。これには張が特に大きく触発され、劉とともにこの近衛の構想を清の中央に上奏し、採用を求めている。この時は却下されたものの、満洲開放案はのちに袁世凱も採用するところとなった。
国民同盟会運動に対し、第4次伊藤内閣の与党となる立憲政友会（総裁は伊藤博文）は反対の立場を表明し、9月15日の政友会創立に加わった長谷場純孝らは同盟会への参加を見合わせた。それに対し、大隈重信を党首とする野党の憲政本党は国民同盟会運動に党として参加した。結党以来、地租軽減を常に訴えてきた憲政本党は、地租増徴を実現した山縣有朋やそれに同意した憲政党を批判してきたが、従来の「国力に相応した軍備」のための減租論が東アジア情勢の激変により成り立たなくなってきたので、争点の転換を図ったのである。1899年7月に国民協会を引き継いで発足した吏党系の帝国党も、この運動に加わった。また、貴族院からは近衛のほか、二条基弘・徳川義礼らの旧三曜会、谷干城・鳥尾小弥太・曽我祐準ら旧懇話会の面々も参加した。こうして、政治運動としての国民同盟会は、近衛の全国遊説運動も相まって大勢力となっていくのである。
9月、国民同盟会に加盟ないし支持する新聞社や雑誌社が集まり、全国同志記者同盟会が発足し、「支那保全」「韓国扶掖」「対露強硬」の論陣を張った。近衛はまた、朝日新聞社副社長の上野理一のもとを訪問し、同盟会の運動を支援するようじかに要請した。それを受け、当時ジャーナリストとして活躍していた内藤湖南や池辺三山は『朝日新聞』紙上で対外硬の意見を繰り広げていった。近衛に近い陸羯南の『日本』や憲政本党系の同志記者倶楽部などの新聞も同様の言論活動をおこなった。東京帝国大学教授の戸水寛人・富井政章・松崎蔵之助・金井延・寺尾亨、また学習院教授の中村進午らも、国民同盟会を支持して満洲からロシア軍を一掃すべしとの意見書を内閣に提出した。

### 政社認定・解散
伊藤内閣はこうした状況を踏まえて1901年1月、国民同盟会を治安警察法にもとづく政社に認定し、取り締まりの対象範囲とした。そのため、依然として政社や政党に拒否反応をいだく貴族院議員たちが揃って退会し、一方では、減租要求に代えて対外硬活動に活路を見出そうとする憲政本党系の人士が同盟会の主導権掌握を図ったため、近衛らと衝突するようになった。近衛自身は、同盟会への風当たりが強くなるのを避けて、政社としての国民同盟会には名を連ねなかった（ただし、実質的に近衛が主催者であることは衆目の一致するところであった）。こうしたなか、1902年1月には日英同盟が結ばれ、その後、清露間で満洲還付条約交渉が成立したことによって世論の危機感が一時的に沈静化したため、1902年4月に解散した。同盟会の活動は日露戦争の直接の開戦原因とはいえないが、一方で言論において繰り広げられた対露強硬論や主戦論は、日本に住む人びとの「国民」化をいっそう促すことになった。
しかし、その後ロシア軍の満洲撤退が完全に行われなかったことから、再び、近衛を中心に対露同志会が結成されることとなった。